# Faculau (Ort)
Faculau (Facu Lau, Fakulau) ist eine osttimoresische Siedlung im Suco Faturasa (Verwaltungsamt Remexio, Gemeinde Aileu).

## Geographie und Einrichtungen
Das Dorf Faculau ist der Hauptort des Sucos Faturasa und liegt im Nordwesten der Aldeia Faculau in einer Meereshöhe von 1003 m. Südwestlich verläuft der Hatomeco, nordöstlich der Lohun. Westlich und südlich entspringen Zuflüsse des Hatomeco. Alle Flüsse sind Teil des Systems des Nördlichen Laclós. Nachbarorte im Norden sind Lebometa und Bereliço, im Osten Centro und Terlete.
Die Hauptstraße de Sucos passiert das Dorf im Nordosten. Von ihr zweigt die Dorfstraße ab. In Faculau befinden sich der Sitz des Sucos, eine Grundschule, eine Kapelle und ein Hospital.